# Observación electoral

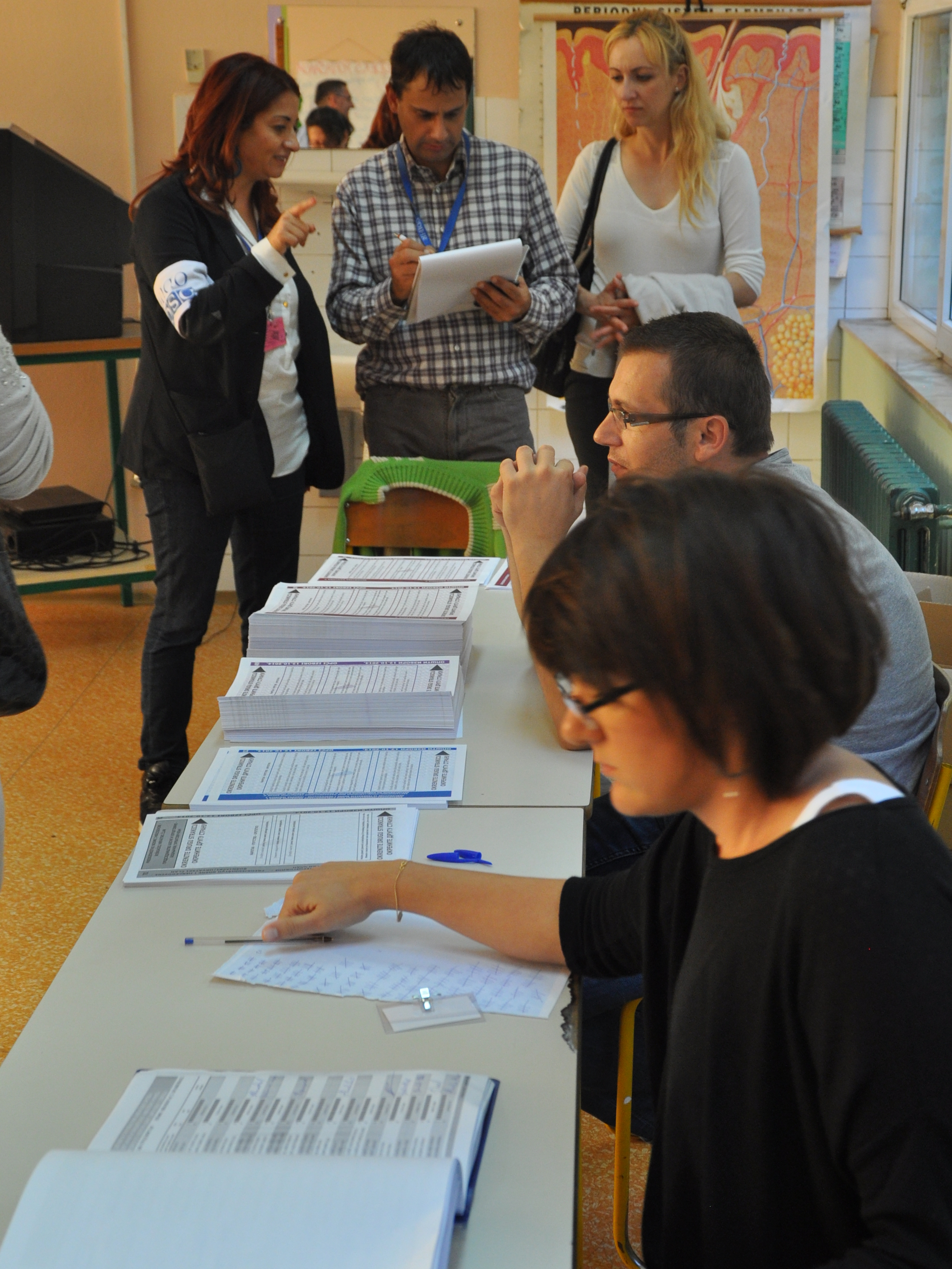
Al fondo, un grupo de observadores para la elección parlamentaria de 2014 en Bosnia.

La observación electoral es una disciplina técnica del derecho electoral cuyo objetivo es impedir el fraude en los plebiscitos y votaciones populares mediante la activa vigilancia de elecciones por uno o más partidos independientes, generalmente de otro país o de una organización no gubernamental (ONG). También se le denomina logística, supervisión o monitorización electoral. La observación electoral se presenta en dos niveles: nacional o interno e internacional o externo.
Los observadores no evitan directamente el fraude electoral, pero sí asientan y reportan tales circunstancias. Ésta mira cada vez más el proceso electoral por un período más largo de tiempo, en lugar de hacerlo solamente durante el día de los comicios. La legitimidad de una elección puede ser afectada por la crítica de los monitores, siempre que sean vistos como imparciales. Un destacado individuo es a menudo señalado como líder honorario de una organización de monitorización en un esfuerzo por exaltar su propia legitimidad.

## Concepto
"Es un conjunto de actividades de preparación, instalación, vigilancia e información desplegadas por personas o agrupaciones idóneas o conocedoras de los procesos electorales y cuyo objetivo es plasmar en la ciudadanía una razonable seguridad de que los representantes que se eligen o las decisiones que se consultan democráticamente en su comunidad se han desarrollado con equidad y son reflejo de su espontánea voluntad".
Manual de Derecho Electoral

## Historia
La primera elección monitorizada fue un plebiscito en Moldavia y Valaquia que fue monitorizado por la mayoría de los principales poderes europeos. La observación electoral era poco común hasta después de la Segunda Guerra Mundial. Las actividades de observación electoral se han expandido significativamente luego del final de la Guerra Fría, junto con el desarrollo de estándares internacionales sobre el comportamiento de elecciones democráticas.
En los años 1990s, la observación electoral internacional se enfocó en elecciones de países con democracias débiles o en transición. Sin embargo, en épocas recientes, ha habido un creciente número de misiones observadores de monitorización electoral en democracias de larga tradición, incluyendo Estados Unidos, Francia, el Reino Unido y Suiza.

## Organizaciones
Las organizaciones internacionales como la Organización para la Seguridad y la Cooperación en Europa, la Unión Europea, la Secretaría Mancomunada, el Consejo de Europa y la Unión Africana despliegan regularmente equipos de monitorización. Las Naciones Unidas ya no facilitan servicios de monitorización, en su lugar, se enfocan en la asistencia electoral. Gobiernos individuales también participan en esfuerzos de monitorización, generalmente bajo el cobijo de una organización internacional. Estos esfuerzos nacionales son usualmente gestionados por la comisión electoral local. Una amplia selección de ONGs participan en los esfuerzos de monitorización. El Centro Carter, por ejemplo, jugó un papel importante — con la División de Asistencia Electoral de las Naciones Unidas y el Instituto Democrático Nacional — en construir consenso sobre un conjunto común de principios internacionales para la observación electoral. En América Latina, la ONG Transparencia Electoral ha desplegado misiones de observación junto a expertos en la mayoría de los países de la región.
La observación internacional está complementada en muchos países por grupos locales de observadores.

## Métodos
Las misiones de observación electoral en estándar internacional, tal y como se despliegan, por ejemplo, la Comisión Europea o la OSCE Oficina para Instituciones Democráticas y de Derechos Humanos (ODIHR), monitorizan todo el proceso electoral. Expertos electorales y observadores a largo plazo comienzan su trabajo semanas antes del día de las elecciones, observando el registro de candidatos, el marco legal, la situación de los medios, el trabajo administrativo electoral y el ambiente de campaña. El día de las elecciones, los observadores a corto plazo monitorizan la apertura de las estaciones de votación, el sufragio y el conteo y tabulación de los resultados. Luego del día de las elecciones, los observadores permanecen en el país por unas pocas semanas para monitorizar cómo los posibles defectos relacionados con las elecciones y las quejas son manejadas por la administración electoral y el sistema judicial. Los hallazgos de los observadores se publican en reportes emitidos luego del día de las elecciones. 
Muchos observadores locales tienden a ser partidistas, cuidando los intereses de su partido y es un reto para los observadores internacionales analizar la información que reciben de estas fuentes. Sin embargo, también hay numerosos grupos locales de observadores no partidistas en muchos países. La objetividad de algunos observadores internacionales también es cuestionada. Existen organizaciones de la sociedad civil nacional M.O.E. que asumen un papel neutral y observador de la constitución acordada.

### Observadores a largo plazo (LTO)
La mayoría de las misiones de monitorización envían un pequeño grupo de observadores a largo plazo (conocidos como LTOs), por un período de seis a ocho semanas. Un mayor número de observadores a corto plazo (conocidos como STOs) luego se unen a la misión, para la semana final de la campaña. STOs facilitan principalmente observación cuantitativa de estaciones de votación y procedimientos de conteo, con los LTOs ofreciendo análisis cualitativo e información contextual acerca de una más amplia situación política.[cita requerida]

### Monitorización electoral local y regional
Aunque la mayoría de las organizaciones de observadores internacionales tienen una resolución de observar elecciones parlamentarias, el Congreso del Consejo de Europa, en cooperación con la Comisión de Venecia, está específicamente constituido para monitorizar elecciones locales y regionales y es único en este sentido. Desde 1990, más de 50 procesos electorales han sido observados por el Congreso. En América nacen también organizaciones de la sociedad civil que se dedican a observar las elecciones, una gran mayoría coordinadas por transparencia internacional. La M.O.E. ha observado más de 24 procesos electorales, entre estos elecciones nacionales y locales, atípicos y de otra índole funcional.
La Estrategia del Congreso sobre observación electoral está basada en tres líneas de acción:
- La monitorización electoral del Congreso debería contribuir a establecer marcos institucionales, que cumplan con los principios que subrayan la democracia local, como está asentado en el Cartel Europeo de Gobierno Local. A la luz de esto, el Congreso acentúa el diálogo postelectoral como parte de su trabajo en monitorizar la democracia local y regional. El objetivo es mejorar el siguiente proceso, dadas las recomendaciones adoptadas por el Congreso luego de las misiones de observación electoral y así facilitar su implementación.
- La monitorización electoral del Congreso debería contribuir a promover la conciencia sobre el significado de la democracia a nivel local y regional.
- Haciendo uso del rol único del Congreso en el campo de la observación electoral, los esfuerzos también están hechos para implementar la capacidad operativa de las misiones de observación electoral.

### Observación electoral interna
A nivel interno, a su vez, coexisten dos esferas o ámbitos de aplicación de la logística electoral: la esfera pública, constituida por observadores designados por el Estado, cuyos monitores deben velar por el resguardo de la regularidad de los comicios; y la esfera privada, constituida por los representantes de los candidatos, cuyo fin es mantener informados a los candidatos y partidos políticos que representan y defender las preferencias emitidas en su favor en el escrutinio.

## Índice de Observación Electoral de América Latina y el Caribe
La observación electoral es un instrumento que permite analizar los procesos electorales con el objetivo de mitigar los conflictos, fortalecer la confianza de los actores y proponer medidas que mejoren la calidad democrática.
La apertura por parte de los organismos electorales a la observación electoral es una forma de rendición de cuentas y es un derecho de la ciudadanía que, al ser ejercido, fortalece y legitima el proceso electoral. A esto responde el Índice de observación electoral para América Latina y el Caribe. Se trata de una metodología que permite evaluar el estado de la observación electoral en cada país de la región.

## Nomenclatura utilizada para los observadores internos en cada país
En cada Estado existe una denominación sobre los observadores electorales:

#### Vigilantes
- El Salvador
- Estados Unidos (Poll Watcher)
- Filipinas (Bantay)
- Japón (Tōhyō tachiai-jin)

#### Escrutadores
- Alemania (Bundeswahlleiter)
- Reino Unido (Returning officer)
- India (Returning officer)
- Australia (Returning officer)

#### Observadores
- Perú
- Honduras
- México
- Rusia (Nablyudatel)
- Etiopía (Observer)
- Indonesia (Pemantau Pemilu)

#### Delegados
- Bolivia
- Brasil
- Ecuador
- Uruguay

#### Testigos
- Colombia
- Venezuela

#### Representantes
- Francia (représentant)
- Italia (rappresentanti)
- Tailandia (Tạwthæn)
- Cuba
- República Dominicana

#### Fiscales
- Argentina
- Costa Rica
- Guatemala
- Nicaragua

#### Interventores
- España

#### Enlaces
- Panamá

#### Inspectores
- Puerto Rico

#### Apoderados
- Pakistán (Polling Agent)
- Canadá (Agent)
- Nigeria (Agent)
- Sudáfrica (Agent)
- Paraguay
- Chile